# Атомний туризм

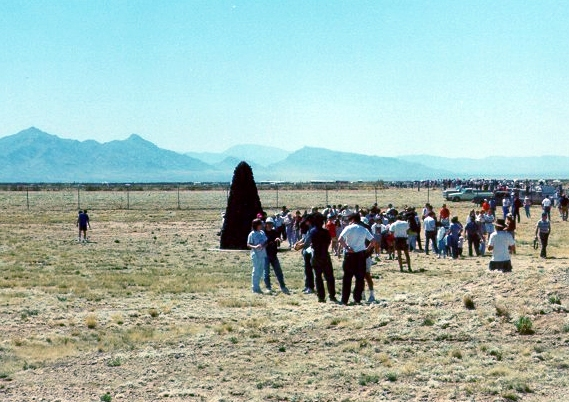
Туристи на нульовій точці, місце Триніті.

Атомний туризм або ядерний туризм — це нова форма туризму, в якій відвідувачі дізнаються про атомну епоху, подорожуючи до значущих місць в історії атома, таких як музеї з атомною зброєю, ракетні шахти, транспортні засоби, які перевозили атомну зброю, або місця, де атомна зброя була підірвана.
У Сполучених Штатах Центр інтерпретації землекористування провів екскурсії на випробувальний полігон Невада, Трініті-комплекс, Хенфордський комплекс та інші об’єкти історичної атомної епохи, щоб дослідити культурне значення цих ядерних зон часів холодної війни. У книзі «Overlook: Exploring the Internal Fringes of America» описується мета цього туризму як «вікна в психіку американців, орієнтири, які демонструють багату неоднозначність культурної історії нації». Бюро атомного туризму було запропоновано американським фотографом Річардом Місрахом і письменницею Міріам Вайзанг Місрах у 1990 році.
Це явище характерне не тільки для Північної Америки. Гості Чорнобильської зони відчуження часто відвідують сусіднє безлюдне місто Прип’ять. Меморіал миру в Хіросімі (купол Генбаку), який пережив руйнування Хіросіми, зараз є об’єктом Всесвітньої спадщини ЮНЕСКО в центрі Меморіального парку миру в Хіросімі. Свого часу атол Бікіні був місцем ініціативи дайвінг-туризму. Станом на 2012 рік Китай планував побудувати туристичний центр на своєму першому атомному полігоні, базі Малан у Лобнорі в Сіньцзян-Уйгурському автономному районі.
Під час ранньої атомної ери, коли розщеплення вважалося ознакою прогресу та сучасності, місто Лас-Вегас та його Торгова палата прозвали Вегас «Атомним містом» у середині 1940-х та на початку 1950-х років, намагаючись залучити туристів. Так звані «вечірки з огляду на бомби» відбувалися на вершинах пустельних пагорбів або, більш відомо, у панорамній кімнаті Sky у готелі Desert Inn, а казино проводили конкурси «Міс Атомік», подаючи атомні коктейлі.

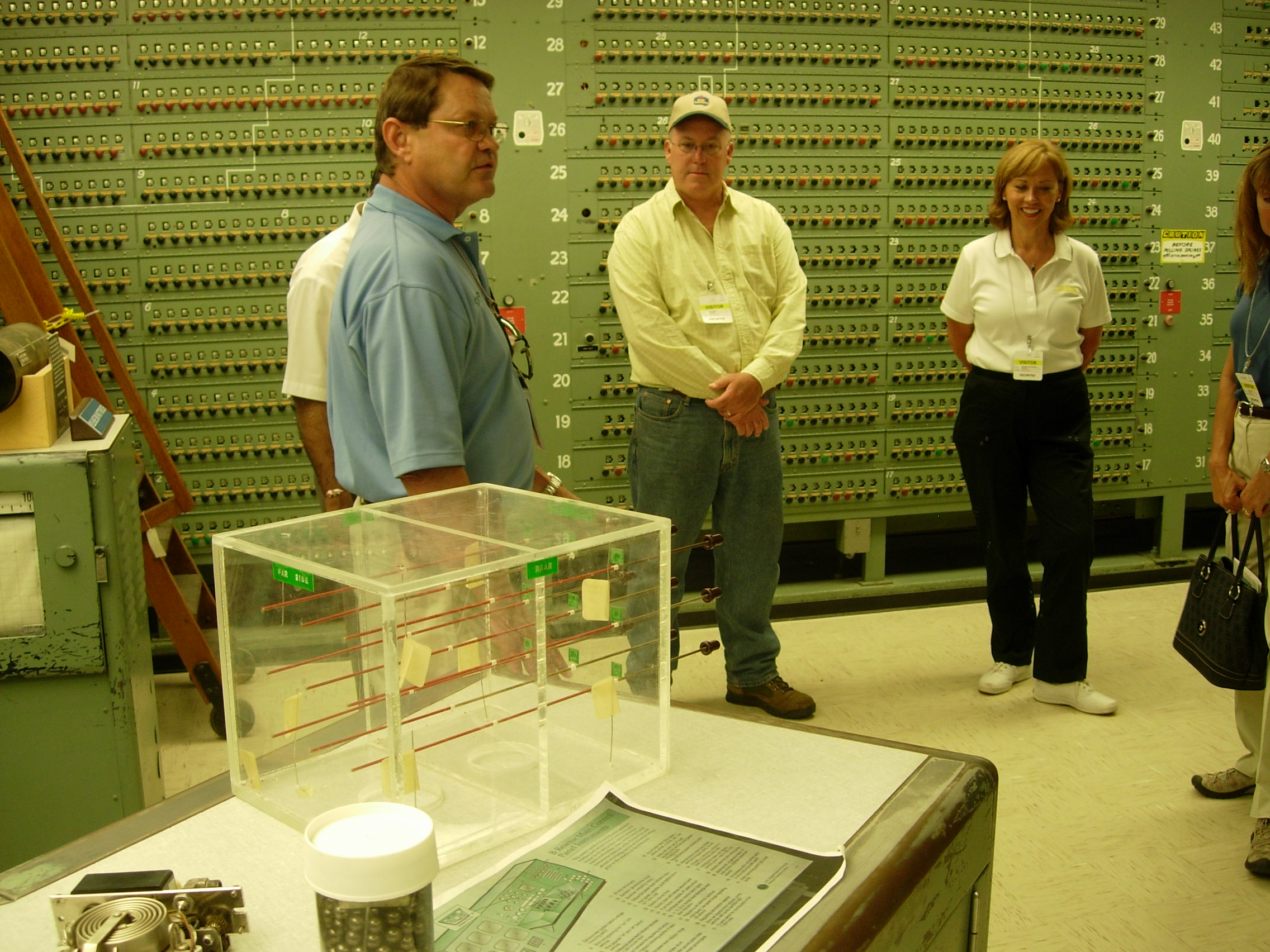
Екскурсія Хенфордом для відвідувачів трьох міст і конференц-бюро (7597549756)

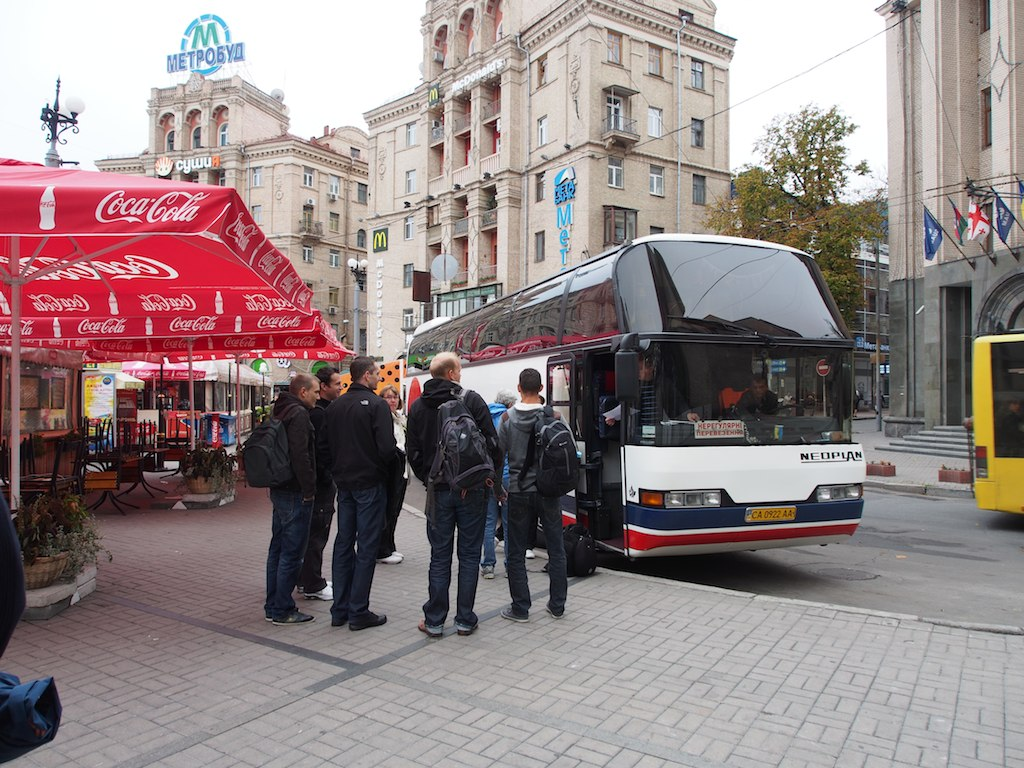
Посадка в автобус до Чорнобиля (11383815603)

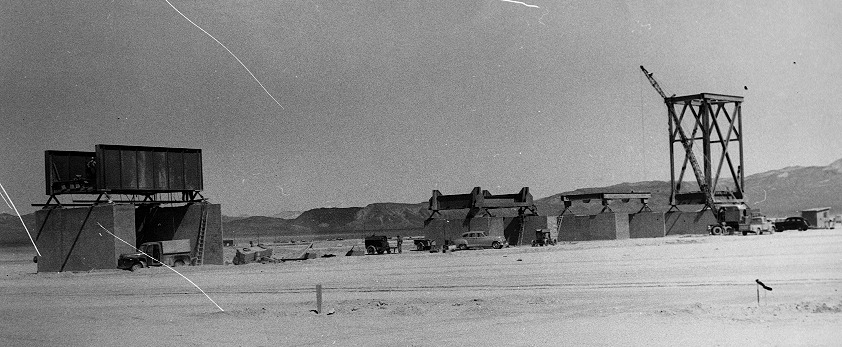
NNSA-NSO-736

## Атомні музеї

### Наука та виробництво
- Історичний музей Лос-Аламос[en], Лос-Аламос, Нью-Мексико — предмети Мангеттенського проєкту
- Музей науки Бредбері[en], Лос-Аламос, Нью-Мексико — історія Мангеттенського проєкту
- Графітовий реактор X-10, Оук-Ридж, Теннессі — перший ядерний реактор для виробництва плутонію-239
- Savannah River Site[en], Південна Кароліна — місце виробництва плутонію і тритію
- Експериментальний реактор-розмножувач I[en], Арко, штат Айдахо — перший ядерний реактор для виробництва електроенергії, перший реактор-розмножувач і перший реактор, який використовує плутоній як паливо
- Обнінська атомна електростанція, Обнінськ — перший ядерний реактор у світі, який виробляв комерційну електроенергію
- Генфордський комплекс, Вашингтон — місце розташування реактора B, який виробляв частину плутонію для випробування Трініті та бомби Товстун
- Лабораторія Джорджа Герберта Джонса[en], Чикаго, штат Іллінойс, де вперше було виділено та охарактеризовано плутоній
- Американський музей науки та енергетики[en], Оук-Ридж, Теннессі — гільзи бомб
- Національний музей атомних випробувань[en], Лас-Вегас, штат Невада — полігон Невади
- Національний музей ядерної науки та історії[en], Альбукерке, Нью-Мексико

### Транспортні засоби доставки
- Аеродром Тініан, Північні Маріанські Острови — місце запуску атомних бомбардувань Хіросіми та Нагасакі, Японія під час Другої світової війни
- Titan Missile Museum[en], Сагуаріта, Аризона — громадський підземний музей ракет
- Nike Missile Site SF-88[en], округ Марін, Каліфорнія — повністю відреставрований ракетний комплекс Nike
- Державна історична пам’ятка Мінітмен Рональда Рейгана[en], Куперстаун, Північна Дакота — останні збережені повні об’єкти 321-го ракетного крила[en] ВПС США (1 листопада 1963 – 30 вересня 1998 року), а саме Об’єкт попередження про ракети «Оскар-Зеро»[en] (4 милі на північ від Куперстауна) і Пускова установка November-33 (ракети silo, 2 милі на схід від Куперстауна)
- Національний музей ядерної науки та історії[en], Альбукерке, Нью-Мексико — ракети
- Національний музей Повітряних сил США, Дейтон, Огайо — бомбардувальник Нагасакі B-29 (Bockscar[en]) і ракети
- Національний музей авіації та космосу, Вашингтон, округ Колумбія — бомбардувальник Хіросіми B-29 (Енола Ґей)
- Ракетний полігон Уайт-Сендз, Нью-Мексико
- Космічний і ракетний музей ВПС[en], станція космічних сил на мисі Канаверал, Флорида
- Музей озброєння ВПС[en], авіабаза Еглін, Флорида
- Національна історична пам’ятка Minuteman Missile[en], Волл, Південна Дакота — Пункт управління пуском Дельта-01 з відповідним підземним центром управління пуском і пусковим комплексом (ракетний бункер) Дельта-09
- Музей авіації та космонавтики Південної Дакоти[en], база ВПС Елсворт[en], Бокс-Елдер, Південна Дакота — вантажівка для транспортування ракет Minuteman, 44-й навчальний пусковий комплекс ракетного крила (навчальний ракетний бункер)
- Strategic Air Command & Aerospace Museum[en], Ешленд, Небраска — музей, присвячений літакам і ядерним ракетам ВПС Сполучених Штатів
- Quebec-One Missile Alert Facility[en], округ Ларамі, Вайомінг — збережена установа контролю запуску ракет Peacekeeper
- Музей ракетних військ стратегічного призначення,  Голованівський район, Кіровоградська область, Україна - колишній командний пункт 309-го ракетного полку 46-ї ракетної дивізії, яка входила до 43-ї ракетної армії РВСП СРСР.

### Різне

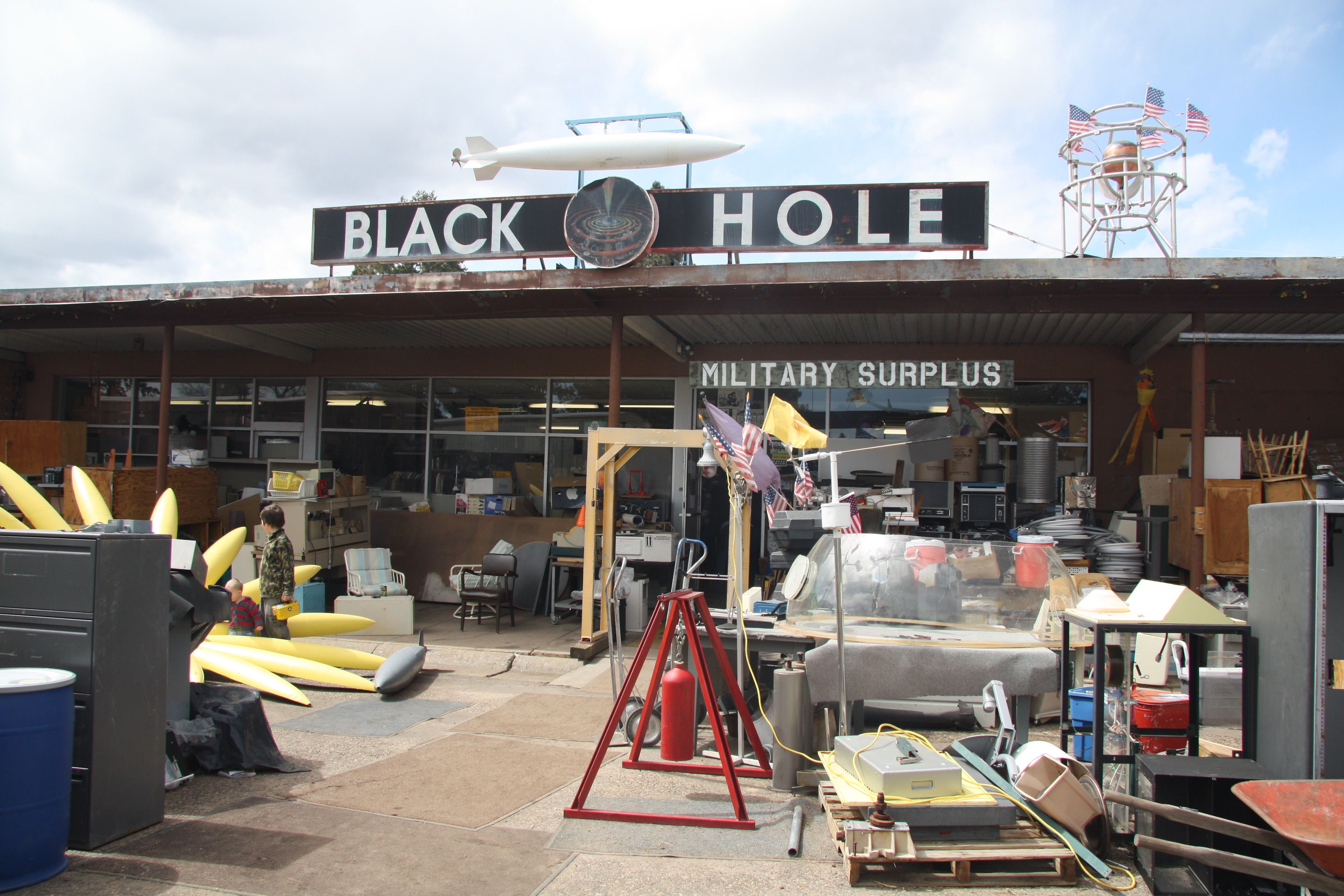
Чорна діра, Лос-Аламос, Нью-Мексико

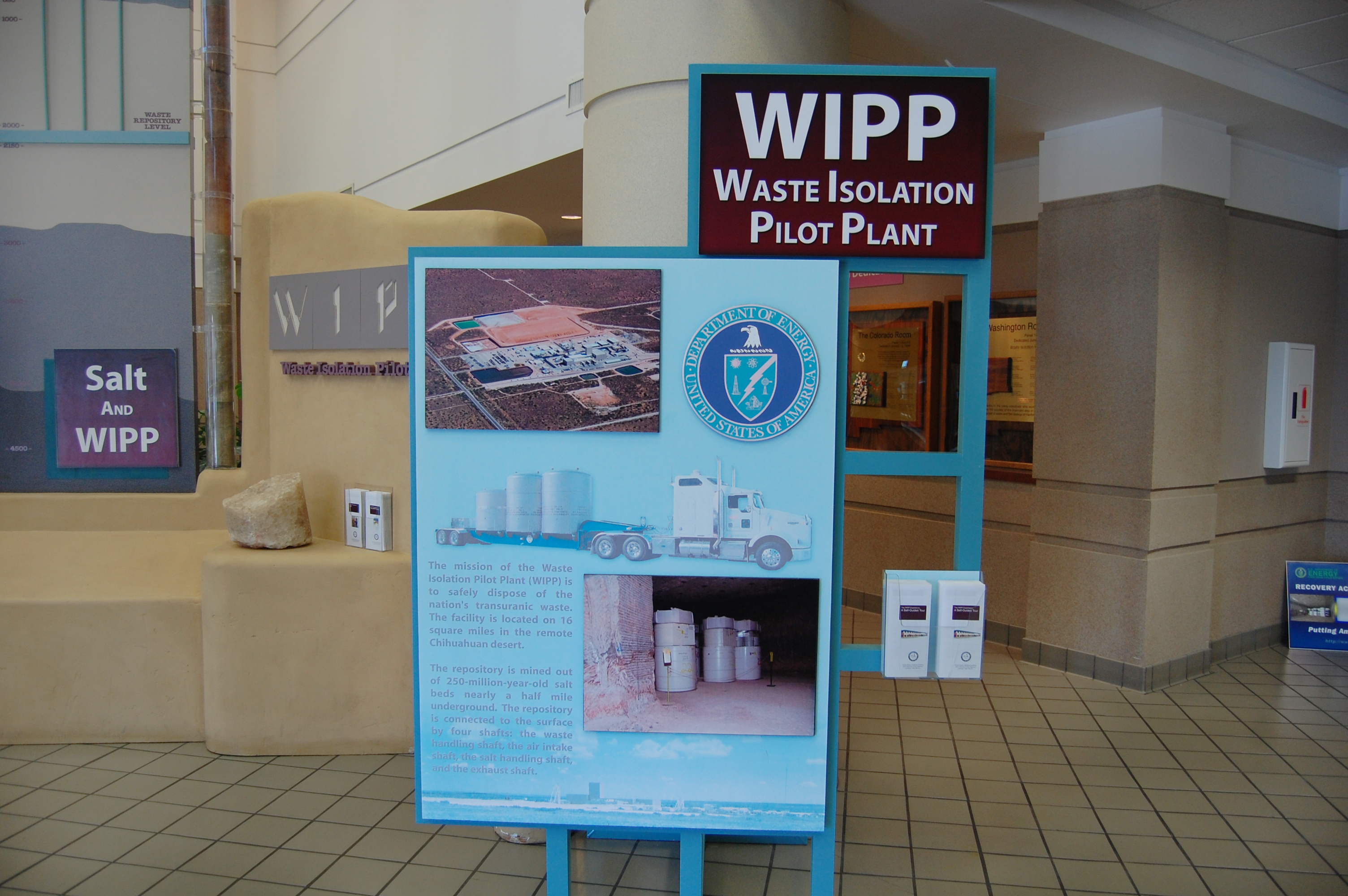
Центр відвідувачів WIPP, польовий офіс Департаменту енергетики, Карлсбад

- Бункер Грінбраєр[en], округ Грінбраєр, Західна Вірджинія — підземний бункер для Конгресу США
- Меморіальний парк миру в Хіросімі, Хіросіма — містить Меморіал миру в Хіросімі, Меморіальний музей миру в Хіросімі та відповідні меморіали
- Корабель Дайґо Фукурю Мару, японський рибальський човен, який був забруднений після вибуху Касл Браво в 1954 році, зараз виставлений у Токіо у виставковому залі Tokyo Metropolitan Daigo Fukuryū Maru[17].
- CFS Carp[en] — також відомий як Diefenbunker, ядерний музей часів холодної війни в колишньому підземному канадському військовому об’єкті за межами Оттави
- Музей Чорнобиля, Київ
- Hack Green Secret Nuclear Bunker[en], сільська місцевість графства Чешир поблизу міста Нантвіч, Велика Британія[18]
- Секретний ядерний бункер Kelvedon Hatch[en]
- Експозиційний зал польового офісу експериментального заводу ізоляції відходів[en]

## Атомні рудники
- Порт Радіум[en] на канадському Великому Ведмежому озері, де знаходиться урановий рудник, важливий для Мангеттенського проєкту

## Місця вибуху

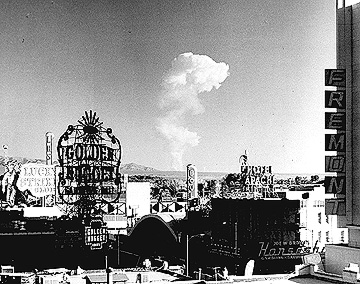
Грибна хмара поблизу Лас-Вегаса.

Алфавітний список за державами такий:
- Австралія
  - Маралінга[en], Південна Австралія — місце проведення операцій "Буффало" та "Антлер".
- Індія
  - Похран, Раджастхан — місце проведення випробувань Покран-II[en]
- СРСР
  - Семипалатинський полігон, місце випробування ядерної зброї Радянського Союзу.
- США
  - Національний ліс Карсон[en], округ Ріо-Арріба, Нью-Мексико — місце проекту Gasbuggy[en]
  - Карлсбад, Нью-Мексико — місце проєкту Gnome[en]
  - Випробувальний полігон Невада, округ Най, штат Невада — ядерний полігон США
  - Округ Най, штат Невада — місце проєкту Faultless
  - Тихоокеанський полігон[en], ядерний полігон США
  - Парашют, Колорадо — місце проєкту Rulison
  - Округ Ріо-Бланко, Колорадо — місце проекту Ріо-Бланко[en]
  - Хребет Сенд-Спрінгс[en], штат Невада — місце проекту Шол[en]
  - Місце Триніті, округ Сокорро, Нью-Мексико — місце першого штучного ядерного вибуху
- Японія
  - Хіросіма, перше у війні використання атомної бомби
  - Нагасакі, останнє використання атомної бомби під час війни

## Атомні аварії
- Чорнобильська катастрофа стала найстрашнішою катастрофою на АЕС в історії. Для туристів доступна зона відчуження навколо заводу, зокрема покинуте місто Прип’ять[19][20][21][22].
- Три-Майл-Айленд був місцем широко розголошеної аварії, найзначнішої в історії американської комерційної ядерної енергетики. Туристичний центр Три-Майл-Айленд у Міддлтауні, штат Пенсільванія, навчає публіку за допомогою виставок і відеопоказів[23].
- Пожежа у Віндскейлі 10 жовтня 1957 року — графітове ядро британського ядерного реактора у Віндскейлі, Камбрія, загорілося, викинувши значну кількість радіоактивного забруднення навколишню територію. Ця подія, відома як пожежа Віндскейл, вважалася найгіршою у світі аварією на реакторі до аварії на Три-Майл-Айленд в 1979 році. Обидва інциденти були незначними за масштабами Чорнобильської катастрофи 1986 року. Центр відвідувачів був закритий у 1992 році, і публіка більше не може відвідувати його, його перетворили на центр для конференцій постачальників та ділових заходів[24].

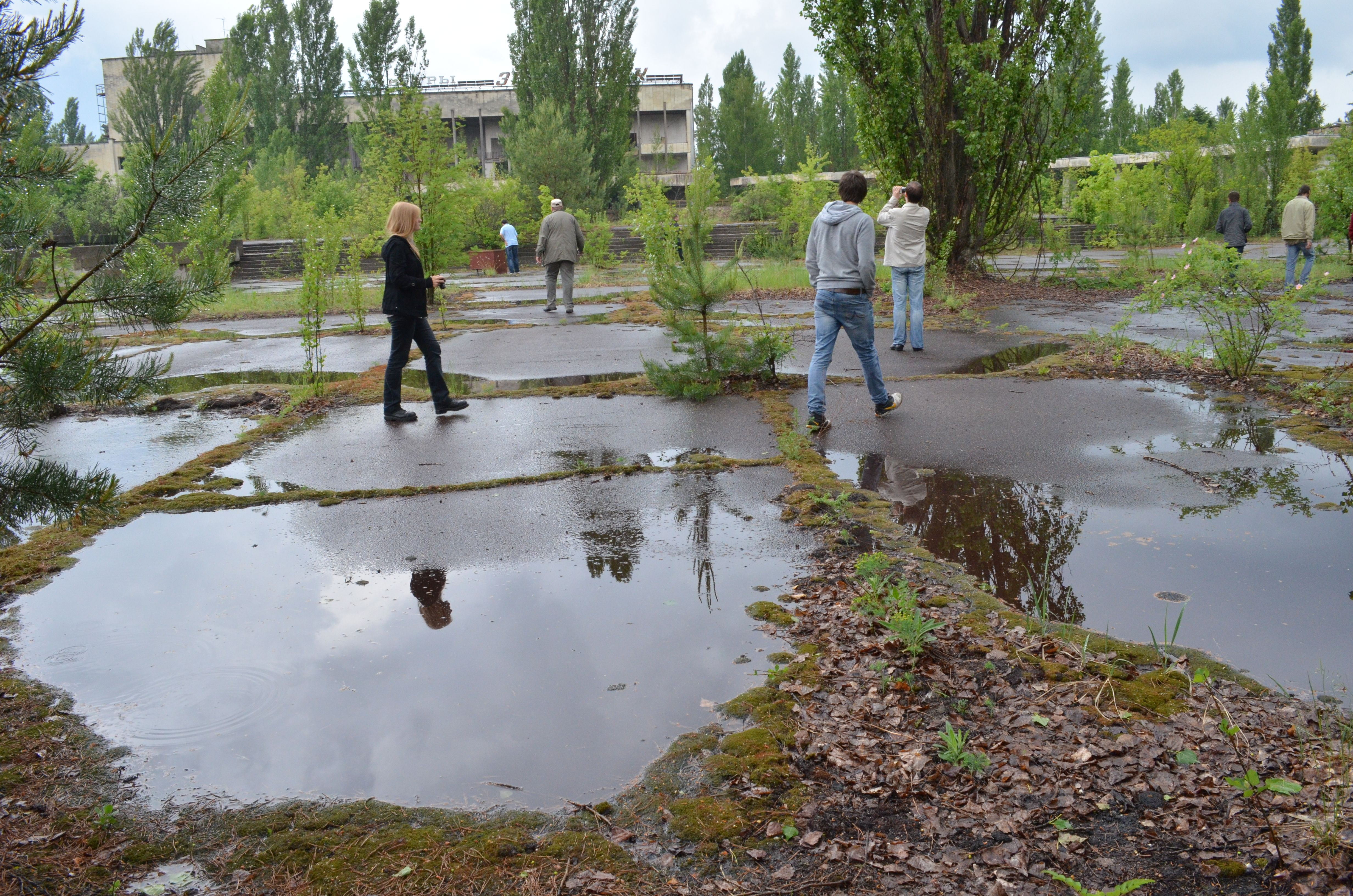
Чорнобильський ДСК 0226 13

## Літературні та кінематографічні твори про атомний туризм
У романі «О-Зона» Пола Теру розповідається про групу заможних нью-йоркських туристів, які приїжджають і проводять вечірки в зоні після ядерної катастрофи в Озарках.